# MC Nego Bam
Raphael Silva Bento, mais conhecido pelo nome artístico MC Nego Bam, é um cantor brasileiro de funk carioca. Alcançou projeção nacional com o lançamento do single "Malandramente", juntamente com Dennis DJ e MC Nandinho.

## Carreira
No cenário musical do funk desde 2010, Nego Bam teve a primeira canção bem-sucedida em 2013, com o lançamento de "Ah, eu vou gozar", canção que se tornou um viral na internet. Até meados de 2016, o cantor conciliava a carreira de músico com a profissão de gesseiro.
Em julho de 2016, alcançou projeção nacional com o lançamento do hit "Malandramente", juntamente com o produtor Dennis DJ e o cantor MC Nandinho. Tornou-se a faixa mais ouvida em streaming em julho, tendo sido a primeira colocada em plataformas como Spotify e Apple Music. A letra da canção foi baseada, segundo os próprios compositores, favoravelmente ao movimento feminista, apesar de conter os termos "madeirada" e "safada".
O videoclipe oficial da música foi lançado no canal do YouTube do produtor Dennis DJ em 8 de julho de 2016, tendo aparições de tanto deste quanto dos MC's Nandinho & Nego Bam. Tornou-se o nono videoclipe mais visto no país em todo o ano, sendo o terceiro de funk, atrás de "Bumbum Granada", de MC Zaac & Jerry Smith, e "Cheia de Marra", de MC Livinho.
Em entrevista ao site EGO, Nego Bam afirmou gostar de ópera e ter o sonho de se tornar um tenor. O sucesso da música fez com que os três artistas se tornassem os mais buscados na área musical do Google no Brasil, durante o ano de 2016.

## Discografia
Singles
- "Ah eu vou gozar" (2013)[3]
- "Zoom" (2015)[10]
- "Malandramente" (2016) (part. Dennis DJ e MC Nandinho)[11]
- "Vai Rebolar" (2016) (part. Dennis DJ e MC Nandinho)[12]
- "Qualidade e Sincronia" (2017) (part. Dennis DJ)
- "10 a 10" (2018)